# لا گاریگا
لا گاریگا (به کاتالان و اسپانیایی: La Garriga) یک منطقهٔ مسکونی در اسپانیا است که در Vallès Oriental واقع شده‌است. لا گاریگا ۱۸٫۸ کیلومتر مربع مساحت دارد.